# Musoniella parva
Musoniella parva är en bönsyrseart som beskrevs av Max Beier 1935. Musoniella parva ingår i släktet Musoniella och familjen Thespidae. Inga underarter finns listade i Catalogue of Life.